# Lovro Majer
Lovro Majer ( pronúncia em servo-croata: [lǒːʋro mâjer]; Zagreb - 17 de janeiro de 1998) é um futebolista croata que joga como meia-atacante ou meia central no Wolfsburg e na seleção croata .

## Carreira no clube
Seu pai, Egon, vem de Preko, na ilha de Ugljan,  começou sua carreira no futebol no time local Dinamo Zagreb . Ele deixou o time aos 12 anos. Em 2013, ingressou nos juniores do Lokomotiva .

### Rennes
Em 26 de agosto de 2021, assinou um contrato de cinco anos com o Rennes, da Ligue 1, por € 12 milhões com complementos. Ele fez sua estreia na liga três dias depois, na derrota por 2 a 0 para o Angers, sendo substituído por Benjamin Bourigeaud aos 82 minutos. Se estabeleceu como um membro-chave da equipe durante o outono, resultando em um desempenho inovador durante a vitória por 4 a 1 sobre o Lyon em 7 de novembro. Ele marcou seu primeiro gol pelo Rennes em 20 de novembro, na vitória por 2 a 0 sobre o Montpellier no campeonato. Em 5 de dezembro, ele deu a Martin Terrier três assistências para seu hat-trick e marcou o gol contra de Yvann Maçon ao lado de Lorenz Assignon, na vitória do Rennes sobre o Saint-Étienne por 5–0. No final da temporada, durante a qual foi elogiado por suas atuações, acumulou seis gols e nove assistências e foi eleito para a equipe da Ligue 1 da temporada pelo L'Équipe .

## SeleçãoCroácia
Estreou pela Croácia em 28 de maio de 2017, jogando os últimos três minutos em uma vitória amistosa por 2 a 1 sobre o México .
Em 7 de junho de 2019, ele foi convocado para a lista de 23 convocados de Nenad Gračan para o UEFA Sub-21 Euro 2019 . Ele fez apenas uma aparição na fase de grupos, no empate 3-3 com a Inglaterra, quando a Croácia já havia sido eliminada. Em 9 de março de 2021, ele foi novamente convocado para a lista de 23 convocados de Igor Bišćan para a fase de grupos da UEFA Sub-21 Euro 2021 . Apesar de passar a maior parte do torneio no banco devido a uma pequena lesão, ele deu a Domagoj Bradarić uma assistência para o único gol da Croácia no último jogo do grupo, a derrota por 2 a 1 para a Inglaterra, que acabou sendo um decisivo um enquanto a Croácia avançava para a fase eliminatória devido a um melhor saldo de gols.
Em 17 de maio de 2021, ele foi incluído na lista preliminar de 34 jogadores de Zlatko Dalić para o UEFA Euro 2020 ; no entanto, ele não chegou aos 26 finais . Em 11 de novembro de 2021, Majer marcou seus dois primeiros gols pela seleção nacional na vitória por 7–1 sobre Malta nas eliminatórias para a Copa do Mundo de 2022 . Faz parte dos 26 da Seleção Croata na Copa de 2022, fez o ultimo gol na goleada da Croácia sobre o Canadá.
| Nº. | Encontro               | Local                                           | Boné | Oponente  | Pontuação | Resultado | Concorrência                                   |
| --- | ---------------------- | ----------------------------------------------- | ---- | --------- | --------- | --------- | ---------------------------------------------- |
| 1   | 11 de novembro de 2021 | Estádio Nacional, Ta' Qali, Malta               | 3    | Malta     | 5-1       | 7–1       | Qualificação para a Copa do Mundo FIFA de 2022 |
| 2   | 11 de novembro de 2021 | Estádio Nacional, Ta' Qali, Malta               | 3    | Malta     | 7-1       | 7–1       | Qualificação para a Copa do Mundo FIFA de 2022 |
| 3   | 22 de setembro de 2022 | Stadion Maksimir, Zagreb, Croácia               | 9    | Dinamarca | 2-1       | 2–1       | Liga das Nações A da UEFA de 2022–23           |
| 4   | 27 de novembro de 2022 | Khalifa International Stadium, Al Rayyan, Catar | 13   | Canadá    | 4-1       | 4–1       | Copa do Mundo Fifa 2022                        |